# Quản lý rủi ro chuỗi cung ứng

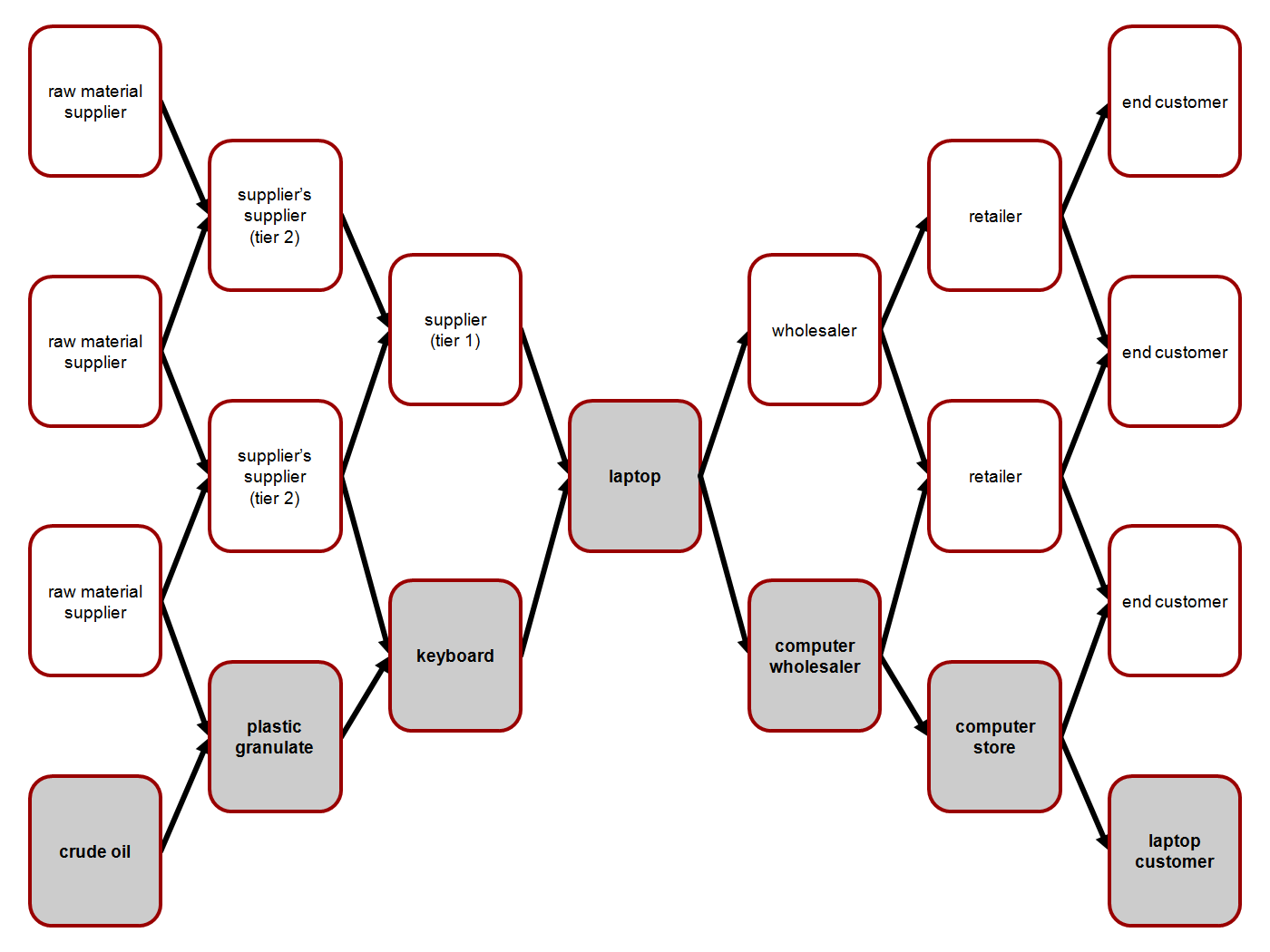
Quản lý rủi ro chuỗi cung ứng nhằm mục đích quản lý rủi ro trong các mạng lưới cung và cầu phức tạp và năng động. (x. Wieland / Wallenburg, 2011)

Quản lý rủi ro chuỗi cung ứng (SCRM) là "việc thực hiện các chiến lược để quản lý cả rủi ro hàng ngày và rủi ro đặc biệt dọc theo chuỗi cung ứng dựa trên đánh giá rủi ro liên tục với mục tiêu giảm thiểu rủi ro và đảm bảo tính liên tục".
Nói cách khác, SCRM phải áp dụng các công cụ xử lý rủi ro, với các đối tác trong chuỗi cung ứng hoặc của riêng bạn, để đối phó với các rủi ro và sự không chắc chắn gây ra, hoặc ảnh hưởng đến các hoạt động hoặc tài nguyên liên quan đến hậu cần trong chuỗi cung ứng.

## Tiếp xúc chuỗi cung ứng
SCRM cố gắng giảm lỗ hổng chuỗi cung ứng thông qua cách tiếp cận toàn diện phối hợp, liên quan đến tất cả các bên liên quan trong chuỗi cung ứng, trong đó xác định và phân tích rủi ro của các điểm thất bại trong chuỗi cung ứng.  Rủi ro đối với chuỗi cung ứng từ các mối đe dọa tự nhiên không thể đoán trước đến các sản phẩm giả, và đạt đến chất lượng, bảo mật, đến khả năng phục hồi và tính toàn vẹn của sản phẩm.  Các kế hoạch giảm thiểu để quản lý các rủi ro này có thể liên quan đến các lĩnh vực hậu cần, an ninh mạng, tài chính và quản lý rủi ro; mục tiêu cuối cùng là đảm bảo tính liên tục của chuỗi cung ứng trong trường hợp kịch bản xảy ra nếu không sẽ làm gián đoạn hoạt động kinh doanh bình thường và vì vậy lợi nhuận.
Đôi khi, có thể các kỹ thuật hậu cần chuỗi cung ứng như tối ưu hóa chuỗi cung ứng để định kiến kế hoạch dự phòng sẽ làm giảm mức độ rủi ro chung cho chuỗi cung ứng cụ thể đó.  Nó cũng đang trở nên phổ biến hơn giữa các doanh nghiệp, đặc biệt là các nhà sản xuất để sử dụng một phần mềm quản lý chất lượng nhà cung cấp, tích hợp tất cả các giai đoạn của chu trình chuỗi cung ứng.  Cách tiếp cận này được hiển thị để tăng tính minh bạch, giảm chi phí và cải thiện hiệu quả hoạt động.

## Khả năng phục hồi
Quản lý rủi ro chuỗi cung ứng thường bao gồm bốn quy trình: xác định, đánh giá, kiểm soát và giám sát rủi ro chuỗi cung ứng.  Tuy nhiên, do sự phức tạp của nhiều chuỗi cung ứng, các quy trình này có thể không đủ để đảm bảo rằng tất cả các tình huống được chuẩn bị cho.  Do đó, khái niệm quản lý rủi ro chuỗi cung ứng, theo định hướng nguyên nhân, thường được kết hợp với khái niệm khả năng phục hồi chuỗi cung ứng, nhằm mục đích đảm bảo chuỗi cung ứng có thể phục hồi từ các rủi ro bất kể nguyên nhân của chúng.  Do đó, khả năng phục hồi chuỗi cung ứng là "Khả năng thích ứng của chuỗi cung ứng để chuẩn bị cho các sự kiện bất ngờ, ứng phó với sự gián đoạn và phục hồi từ chúng bằng cách duy trì hoạt động liên tục ở mức độ kết nối và kiểm soát cấu trúc và chức năng mong muốn" 

## Thời gian để phục hồi
Một số liệu quan trọng ban đầu được giới thiệu bởi Cisco và được SCRLC áp dụng được gọi là "thời gian phục hồi" (TTR ).  TTR là thời gian một công ty phải khôi phục 100% sản lượng hoạt động sau sự gián đoạn chuỗi cung ứng lớn.  Quyết định của TTR cho rằng cơ sở không thể sử dụng được do sự kiện lớn, và sẽ cần sửa chữa và tái thiết rộng rãi, cũng như tái cung cấp và tái định tính thiết bị chính được sử dụng trong sản xuất và các hoạt động khác.

## Đo lường rủi ro
Rủi ro chuỗi cung ứng là một chức năng của khả năng xảy ra sự kiện và tác động của nó.  Nói chung đây là phương pháp phổ biến nhất để định lượng rủi ro.  Hạn chế của việc sử dụng điều này để tính toán rủi ro chuỗi cung ứng, là nó yêu cầu đánh giá khả năng hoặc xác suất của nhiều loại sự kiện khác nhau cho n số vị trí của chuỗi cung ứng (có thể là hàng trăm nghìn vị trí).  Vì vậy, phạm vi của các khả năng khác nhau là rất rộng.  Phương pháp này thường thích hợp hơn cho một tập hợp con nhỏ hơn của trang web.  Hầu hết các công ty nhìn vào việc đo lường rủi ro bằng cách sử dụng điểm số rủi ro.  Nhiều số liệu khác nhau có sẵn.  Ví dụ: điểm rủi ro tài chính, điểm rủi ro hoạt động, điểm khả năng phục hồi (Điểm R), v.v... dễ dàng có được, dễ dàng phân tích và có thể được sử dụng hiệu quả và dễ hiểu.

## Quản lý rủi ro một cách chủ động
Một cuộc khảo sát năm 2011 do BCI và Zurich thực hiện cho hơn 559 công ty trên 65 quốc gia cho thấy hơn 85% công ty đã phải chịu ít nhất một sự gián đoạn chuỗi cung ứng trong năm.  Những người được hỏi cũng lưu ý rằng 40% các sự gián đoạn được báo cáo bắt nguồn từ một nhà cung cấp phụ chứ không phải nhà cung cấp trực tiếp của họ.

## Tùy chọn dự phòng
Một số tùy chọn để thiết kế mức rủi ro chấp nhận được bao gồm:
- Quản lý hàng tồn kho
- Xem xét sắp xếp tìm nguồn cung ứng thay thế
- Kinh doanh gián đoạn / bảo hiểm dự phòng
- Đánh giá rủi ro và kiểm toán
- Chiến dịch nâng cao nhận thức và chương trình đào tạo
- Việc sử dụng trí tuệ kinh doanh từ các phân tích dữ liệu lớn và giám sát liên tục cho các biện pháp bảo mật dự đoán so với dọn dẹp
- Tối ưu hóa dự phòng
- Hoãn
- Hợp tác [9]

## Sách
- Choi, TM, CH Chiu.  Phân tích rủi ro trong chuỗi cung ứng ngẫu nhiên: Cách tiếp cận rủi ro trung bình, Springer, Chuỗi quốc tế trong nghiên cứu hoạt động và khoa học quản lý, 2012.
- Brindley, Clare. 2004.  Rủi ro chuỗi cung ứng.  Ashgate Publishing Ltd., Anh, Ed. 1.